# Hypodoxa calliglauca
Hypodoxa calliglauca là một loài bướm đêm trong họ Geometridae.